# KBS 2TV 월요 드라마
KBS 2TV 월요 드라마는 대한민국의 KBS 2TV에서 매주 월요일에 방송되었던 TV 드라마 작품이다.

## 작품 리스트
|  | - 아래의 텔레비전 드라마 중 2002년 11월 이후에 시청 가능 연령을 표시하는 드라마 등급 제도를 의무적으로 시행하고 있습니다. - 2017년 3월 1일부터 TV 프로그램 등급 표시 외에 주제, 폭력성, 선정성, 언어, 모방 위험 등 분류 사유 표시를 의무적으로 시행하고 있습니다. |

### 1980년대
- 《새댁》: 1980년 12월 8일 ~ 1981년 5월 11일
- 《바윗골 사람들》 : 1981년 5월 25일 ~ 1981년 8월 3일
- 《억척선생 분투기》 : 1981년 8월 10일 ~ 1982년 1월 18일
- 《부부》 : 1981년 9월 7일 ~ 1982년 1월 18일
- 《사랑이 꽃피는 나무》 : 1987년 5월 1일 ~ 1987년 7월 6일
- 《큰형수》 : 1987년 7월 13일 ~ 1987년 10월 5일

### 1990년대
- 《사랑이 꽃피는 계절》 : 1996년 3월 4일 ~ 1996년 10월 7일

### 2010년대
- 《막판로맨스》 : 2019년 12월 2일 ~ 2020년 2월 3일

## 같이 보기
- KBS 2TV 월화 드라마
- KBS 2TV 화요 드라마
- KBS 1TV 월요 드라마